# Dhahrania
Dhahrania is een geslacht van vlinders uit de familie prachtmotten (Cosmopterigidae).

## Soorten
- D. fasciella Amsel, 1958
- D. gambiella (Walsingham, 1891)
- D. litorella (Amsel, 1935)